# David Barron
Ne doit pas être confondu avec le judoka français David Baron.
Pour les articles homonymes, voir Barron.
 (juillet 2019).
Si vous disposez d'ouvrages ou d'articles de référence ou si vous connaissez des sites web de qualité traitant du thème abordé ici, merci de compléter l'article en donnant les références utiles à sa vérifiabilité et en les liant à la section « Notes et références ».
David Barron, né le 10 octobre 1954 à Ipsden, est un producteur britannique.
Il est principalement connu pour son implication dans la franchise Harry Potter.

## Carrière
David Barron a travaillé en tant que producteur sur les films Harry Potter et les Reliques de la Mort partie 1 et 2. Il avait précédemment œuvré comme producteur également sur Harry Potter et le Prince de sang-mêlé et Harry Potter et l'Ordre du Phénix. Il fut donc producteur exécutif sur les deux films : Harry Potter et la Chambre des secrets et Harry Potter et la Coupe de feu. Barron travaille depuis plus de 25 ans dans l'industrie du divertissement, laissant sa carrière de commercial pour la télévision et la production de film. En plus de son travail de producteur, il a occupé un large éventail de postes, comme régisseur général, assistant réalisateur, directeur de production et responsable de production, œuvrant sur quelques films comme La Maîtresse du lieutenant français, La Déchirure, Revolution, Legend, Princess Bride, Hamlet (1990) de Franco Zeffirelli.
En 1991, David Barron a été nommé responsable de production sur l'ambitieux projet télévisé de George Lucas, Les Aventures du jeune Indiana Jones. L'année suivante, il fut producteur exécutif sur le film d'animation Noël chez les Muppets. En 1993, Barron rejoint l'équipe de production de Kenneth Branagh en tant que producteur associé et régisseur général sur le film Frankenstein. Ce film marque le début d'une collaboration avec Branagh ; en effet, Barron intègre la production des films du réalisateur Au beau milieu de l'hiver, Hamlet (1996) et Peines d'amour perdues. Barron a aussi produit Othello de Oliver Parker, dans lequel Branagh joue aux côtés de Laurence Fishburne. Au printemps 1999, il crée sa propre société de production, Contagious Film, avec le directeur britannique Paul Weiland. Barron a plus récemment lancé Runaway Fridge Films et Beagle Pug Films.

## Filmographie

### Producteur
- 1985 : Legend
- 1987 : Princess Bride
- 1995 : Au beau milieu de l'hiver de Kenneth Branagh
- 1996 : Hamlet de Kenneth Branagh
- 2002 : Harry Potter et la Chambre des secrets
- 2005 : Harry Potter et la Coupe de feu
- 2005 : Cendrillon de Kenneth Branagh
- 2007 : Harry Potter et l'Ordre du Phénix
- 2009 : Harry Potter et le Prince de sang-mêlé
- 2010-2011 : Harry Potter et les Reliques de la Mort
- 2016 : Tarzan de David Yates
- 2018 : Terminal de Vaughn Stein